# Gregori Gual Desmur i Pueyo
Gregori Gual Desmur i Pueyo   (Palma, 1670 - Palma, 10 de desembre de 1756) fou un militar mallorquí, tinent general dels Reials Exèrcits i capità general de Mallorca interí durant el regnat de Felip V d'Espanya.

## Biografia
El seu pare fou Agustí Gual i Suñer, jurat en cap de Mallorca en els anys 1686 i 1695, i el seu avi, José de Pueyo, fou fiscal de la Reial Audiència de Mallorca i regent del Consell d'Aragó.
El 1690 va ingressar als Terços de Catalunya, i entre 1691 i 1693 va lluitar a Nàpols. El 1694 es va unir als Terços de Savoia, amb qui va atacar Torí el 1696, i després va defensar Orà (1698-1699). A la mort de Carles II d'Espanya es posà de part de Felip de Borbó, qui el va nomenar governador de l'Alcúdia el 1701. El 1706 hagué de fugir de Mallorca cap a Menorca, on va defensar el castell de Sant Felip de Maó i fou ferit a la batalla de Binitiap (1707). Després participà en els setges de Ciudad Rodrigo i Gibraltar (1710). El 1719 va ascendir a Brigadier i el 1722 fou nomenat governador de Tui.
El 1732 va ascendir a mariscal de camp i el 1739 va organitzar una expedició per recuperar Menorca dels anglesos, que no es va materialitzar. Va ser capità general de Mallorca interí tres cops: el primer del 26 d'agost al 12 de novembre de 1739, el segon entre el 26 de juliol i el 3 de setembre de 1743, i el tercer entre el 31 de gener i el 9 de setembre de 1752. El 1741 fou ascendit a tinent general. Va morir a Palma el 10 de desembre de 1756 i va ser sebollit al panteó familiar situat a la capella de Santa Catalina de Siena del convent de Sant Domingo de Palma.